# Frome (Somerset)

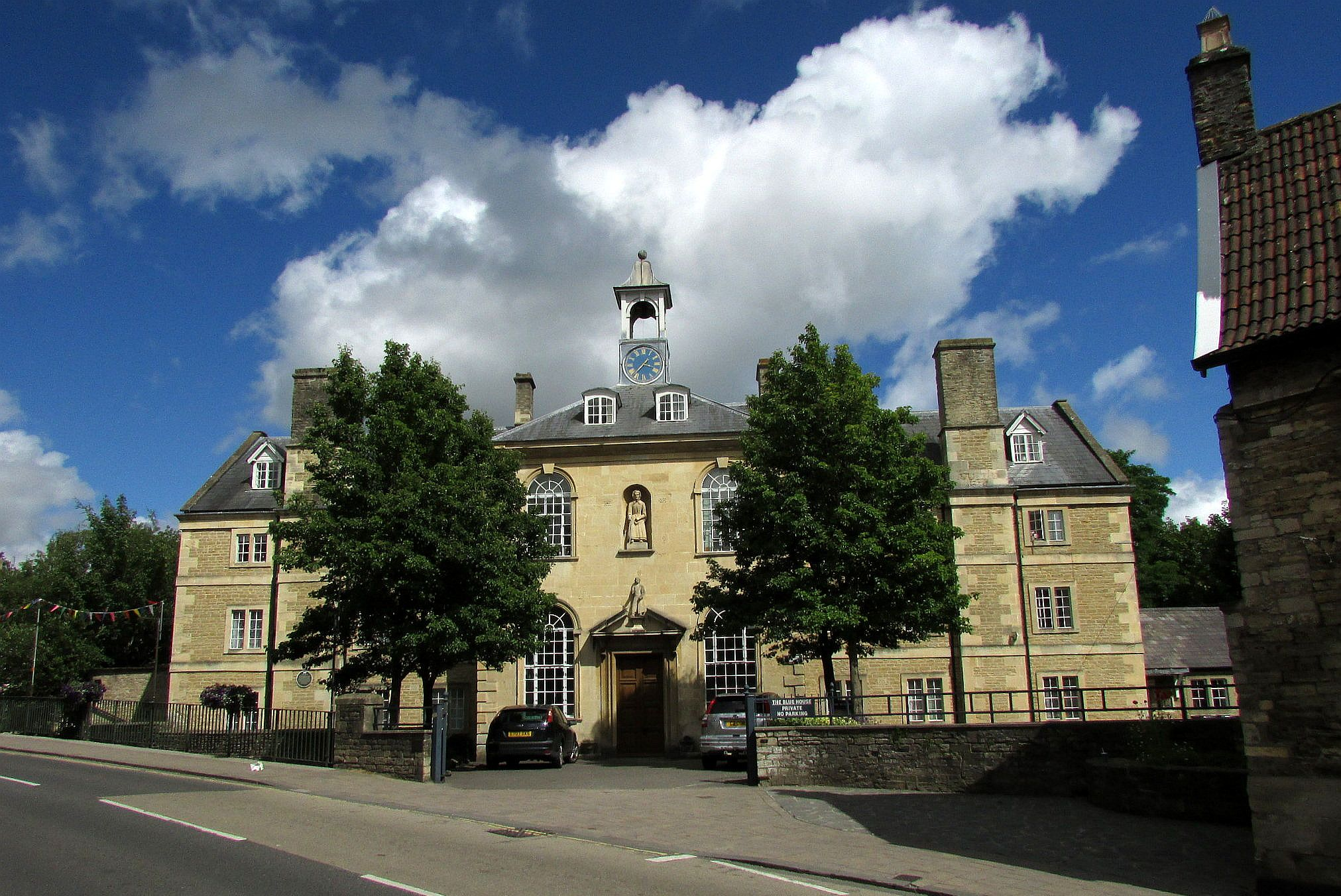
Frome – Blue House

Frome [ˈfruːm]  ist eine ca. 30.000 Einwohner zählende Stadt in der Grafschaft (county) Somerset im Südwesten Englands.

## Lage und Klima
Frome liegt im Osten der Mendip Hills am River Frome ungefähr 65 km (Fahrtstrecke) südöstlich der Hafenstadt Bristol bzw. etwa 25 km südlich der Weltkulturerbe-Stadt Bath in einer Höhe von etwa 65 m. Das Klima ist gemäßigt; Regen (ca. 850 mm/Jahr) fällt übers Jahr verteilt.

## Bevölkerung
| Jahr      | 2001   | 2011   | 2021   |
| Einwohner | 23.935 | 25.659 | 27.898 |

Das nur leichte Bevölkerungswachstum beruht im Wesentlichen auf dem Zuzug von Familien aus dem Umland sowie aus anderen Teilen des Commonwealth.

## Wirtschaft
Ein Vertrag aus dem Jahr 1369 belegt den Kauf einer großen Menge Färberwaid, ein weiteres Dokument aus dem Jahr 1391 erwähnt den Begriff tenterground, der einen Platz zum Trocknen von Textilien bezeichnet; es ist also davon auszugehen, dass bereits in dieser Zeit die Textilherstellung in Frome eine große Rolle spielte. Im 19. Jahrhundert kam der industrielle Textildruck hinzu. Frome war bis zum Beginn der Industriellen Revolution größer als die Nachbarstadt Bath; heute ist es immer noch in hohem Maß landwirtschaftlich und kleinindustriell orientiert.

## Geschichte
Die Anwesenheit steinzeitlicher Jäger und Sammler ist durch Funde belegt. Der Fromefield Longbarrow stammt aus dem Neolithikum. Auch die Römer waren hier, wie der 2010 gefundene Hort von Frome, ein Schatz von mehr als 50.000 Silber- und Bronzemünzen, belegt. 
Eine um das Jahr 685 vom hl. Aldhelm von Sherborne gegründete angelsächsische Kirche bietet das älteste schriftlich dokumentierte Datum zur Stadtgeschichte. Nach der Eroberung Englands durch die Normannen gehörte das Land um Frome zum königlichen Besitz. Um das Jahr 1080 wurde ca. 6 km südöstlich der Siedlung eine Rundfestung („Motte“), das Hales Castle, erbaut. Wegen ihrer etwas abseitigen Lage blieb die Stadt von den politischen Querelen der folgenden Jahrhunderte weitgehend verschont.
Im Jahr 1720 schrieb Daniel Defoe: Frome is now reckoned to have more people in it, than the city of Bath, and some say, than even Salisbury itself... likely to be one of the greatest and wealthiest inland towns in England. („Frome hat mehr Einwohner als Bath, einige meinen sogar mehr als Salisbury... es ist möglicherweise eine der größten und wohlhabendsten Städte Englands.“)

## Sehenswürdigkeiten
- Die spätgotische St John the Baptist Church gehört zum Major Churches Network.
- Das Frome Museum beschäftigt sich im Wesentlichen mit der Lokal- und Regionalgeschichte; u. a. werden Teile des Münzschatzes gezeigt.
- Das im Jahr 1726 erbaute Blue House war ein Armenhaus (almshouse) mit angeschlossener Schule für Witwen und Waisen.

## Persönlichkeiten
- Benjamin Baker (1840–1907), Ingenieur und Konstrukteur der Forth Bridge
- Guy Green (1913–2005), Kameramann und Regisseur
- Lois Maxwell (1927–2007), Schauspielerin (Miss Moneypenny 1962–1985) lebte lange Zeit in Frome
- Jenson Button (* 1980), Automobilrennfahrer

## Partnerstädte
- Château-Gontier, Pays de la Loire, Frankreich
- Murrhardt, Baden-Württemberg, Deutschland
- Rabka-Zdrój, Polen